# Brubno
Brubno is een plaats in de gemeente Glina in de Kroatische provincie Sisak-Moslavina. De plaats telt 18 inwoners (2001).